# Gustaf Söderström
Gustaf Fredrik Söderström, född 25 november 1865 i Stockholm, död 12 november 1958 på Lidingö, var en svensk kastare, dragkampare och även brottare. Han var bror till Bruno Söderström. Han tävlade först för Stockholms Atletförening och senare för Djurgårdens IF. Även AIK påstår att han var medlem.
Söderström arbetade som maskinist vid Norsborgs vattenverk. Senare var han bosatt på Lidingö, men ligger begraven på Botkyrka kyrkogård.
Han var "en av Sveriges första 'stora' idrottsmän och berömd för sin styrka.".

## Främsta meriter
Söderström kom vid OS 1900 sexa i kulstötning och sexa eller sjua i diskuskastning. Dessutom tävlade han i det dansk-svenska lag som vann guld i dragkamp. Han vann SM-guld i kulstötning två gånger och i diskuskastning en gång.

## Karriär

### Kulstötning
Källorna har olika uppfattning om i vilken omgivning Gustaf Söderström satte sitt svenska rekord i kulstötning. Den mest citerade versionen är att han (den 18 maj) 1895 satte det första registrerade svenska rekordet i kulstötning (bästa hand) i modern tid, på 12,20. Det skulle stå sig i nio år tills Eric Lemming slog det 1904 med 12,23. 
En annan källa nämner hans 12,20 men även ett resultat 11,80 som ett tidigare rekord av honom. Samma källa ignorerar dock detta på annat ställe och nämner resultatet 11,90 från 1895, med vilket han skulle ha slagit det tidigare rekordet - 11,36, satt 1894 av en A. Lindblad - och då ha satt ett rekord som slogs 1902 av Otto Nilsson med 12,05.
Vid OS 1900 i Paris kom han sexa i kulstötning med resultatet 11,18.

### Diskuskastning
Den 18 juli 1897 slog han Carl E. Helgessons svenska rekord (35,75) från året innan med ett kast på 38,70. Detta stod sig som svenskt rekord tills, efter en regeländring, Eric Lemming övertog det 1903. Hans 38,70 räknas också som ett inofficiellt världsrekord.
Vid OS 1900 kom han i diskuskastning sexa eller sjua. Olika bud finns från olika källor: sjua på 33,70 (och denna källa framför också att "en uppgift, att Söderström även varit sexa i diskuskastning, är oriktig"), sexa på 33,30  eller sexa på 33,07 .
År 1902 vann han SM-guld i grenen.

### Övrigt
Dessutom var han i OS 1900 med i ett kombinerat sex-mannalag från Danmark och Sverige som vann guldmedaljen i dragkamp.

### Fotnoter
1. 1 2 3 4 5 6   Nordisk Familjeboks Sportlexikon. Stockholm: Nordisk Familjeboks Förlags AB. 1938
2. ↑  Sveriges dödbok 1830–2020, Version 8.01, Sveriges Släktforskarförbund: Söderström, Gustaf Fredrik
3. ↑  http://www.aik.se/aikindex.html?/historik/friidrott/rekord.html Arkiverad 26 september 2007 hämtat från the Wayback Machine.
4. ↑  Data om Söderströms grav på svenskagravar.se
5. 1 2 3  http://home.swipnet.se/~w-92028/resultat1900.html
6. 1 2 3   Focus Presenterar Sporten 2. Stockholm: Almqvist & Wiksell/Gebers Förlag AB. 1967